# Kaʻū-Wüste

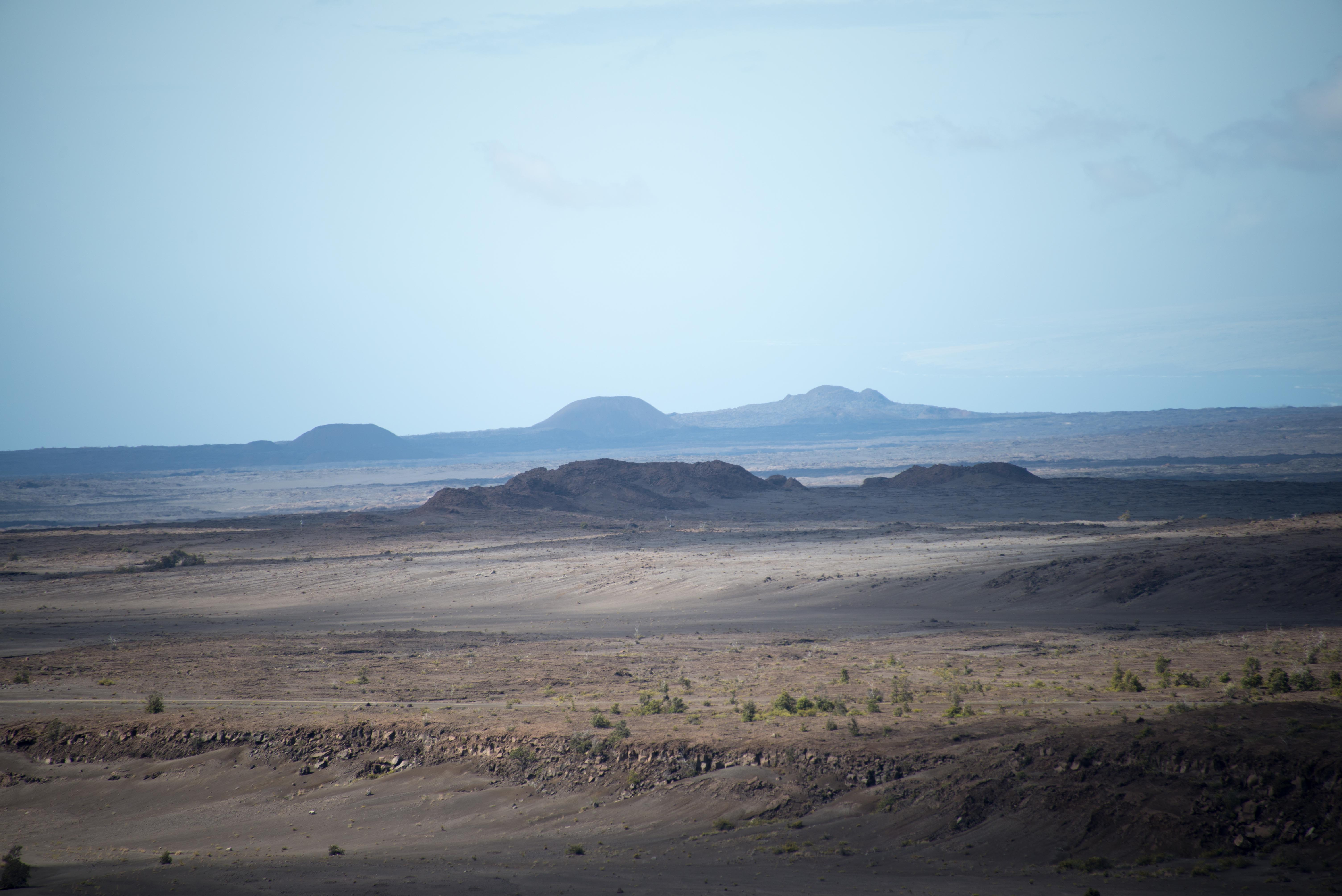
Panorama der Ka‘ū Wüste mit Blick vom Jaggar Museum

Die Kaʻū-Wüste ist eine auf der Südwest-Seite des Kīlauea-Kraters gelegene Wüste im Distrikt von Kaʻū, dem südlichsten Distrikt auf Big Island von Hawaii. Sie besteht hauptsächlich aus getrockneten Lavaresten, Vulkanasche, Sand und Kies. Die Wüste umfasst ein etwa 100 Quadratkilometer großes Gebiet des Vulkans Kīlauea entlang der südwestlichen Grabenzone. Das Gebiet ist vegetationslos, was hauptsächlich auf die sauren Regenfälle zurückzuführen ist.

## Klima

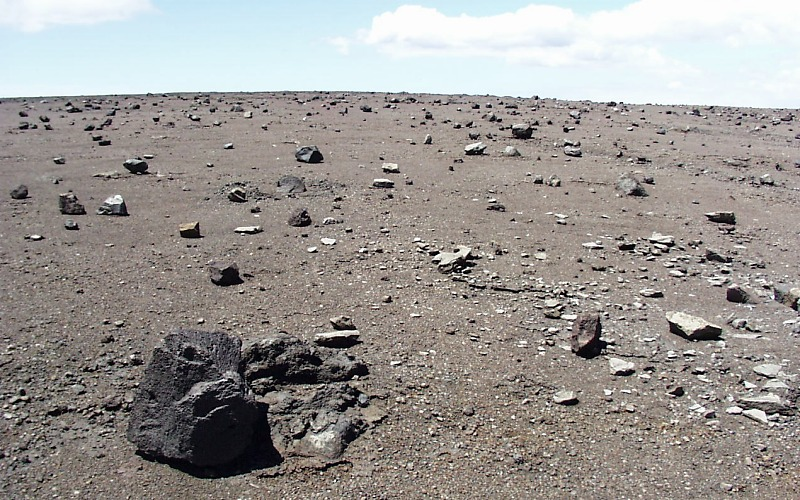
Steine und Auswurfsmaterial der Eruption von 1924 auf der Tephra des Ausbruchs von 1790, Photo von S. R. Brantley (USGS)

Das Klima der Kaʻū-Wüste ist gekennzeichnet durch starke Sonneneinstrahlung, Jahrestemperaturen zwischen 14,8 und 18,1 °C mit einem Durchschnitt von 16,4 °C und einem jährlichen Niederschlag von mehr als 1.000 Millimeter. Das daraus resultierende tropische Klima würde normalerweise nicht zur Entstehung einer Wüste, sondern eines tropischen Regenwaldes führen. Jedoch begünstigen mehrere Faktoren stattdessen die Desertifikation.
Der erste Faktor ist die Bodenzusammensetzung, da der Boden aus Lavaströmen, Schichten von Vulkanasche und Tephra besteht, was sich ungünstig auf die Entwicklung von Pflanzen auswirkt. Der zweite Faktor ist Wassermangel aufgrund der hohen Porosität des Bodens  und des Fehlens einer die Feuchtigkeit zurückhaltenden Pflanzendecke. Der dritte und gravierendste Faktor ist saurer Regen während des ganzen Jahres aufgrund der Schwefeldioxid-haltigen Gase, die vom vulkanischen Schlot des Halemaʻumaʻu aufsteigen und durch die Passatwinde nach Südwesten abdriften. Diese Regenfälle, die während eines Ausbruchs einen pH-Wert bis zu 3,4 erreichen können, hemmen das Pflanzenwachstum, zumal durch den versickernden Regen auch der Boden übersäuert.

## Landschaftsformen
- Mauna Iki – 1919 entstandener Vulkankegel am Hang des Kīlauea auf etwa 912 m Seehöhe
- Puʻukoaʻe – Berggipfel im Wüstenplateau
- Kamakaiʻa Hills – Kette mehrere Auswurfkrater am Westlichen Hang des Kilauea[3]
- Puʻu Kou – aus Pāhoehoe-Lava bestehender Hügel[4]
- Yellow Cone – Berggipfel

## Lage und Zugang

Lage der Kaʻū-Wüste im Hawaiʻi-Volcanoes-Nationalpark

Die Kaʻū-Wüste liegt im Verwaltungsdistrikt Kaʻū, dem südlichsten Distrikt des Bezirks Hawaii. Sie befindet sich an der südwestlichen Flanke des Kīlauea, entlang des Südwest-Grabens, unterhalb des Gipfels des Vulkans, der durch die auf 1246 m Seehöhe liegende Caldera definiert ist. Die exakte Grenze der Wüste ist nicht genau zu definieren, da sie allmählich in begrünte Vegetation übergeht.
Die Kaʻū-Wüste ist während vulkanisch inaktiver Zeiten für Spaziergänge und Wanderungen geeignet. Sie kann erreicht werden, indem man dem Highway 11 von Kona zum Vulkan entgegen dem Uhrzeigersinn folgt. Der Ausgangspunkt befindet sich auf dem Crater Rim Drive. Wenn man die Wüste durchquert, kann man den Großen Riss und die Südwestliche Grabenzone, eine große Bruchzone, die wie eine riesige Rille in der Erde aussieht, durchqueren, bevor man den Vulkan Kīlauea erreicht.
Das Gebiet ist Teil des Hawaii Volcanoes National Park. Es ist aber in Zeiten hoher vulkanischer Aktivität oft geschlossen, da die Passatwinde von Halemaʻumaʻu aus nach Südwesten wehen und dann giftige Gase enthalten können.

## Die Eruption von 1790

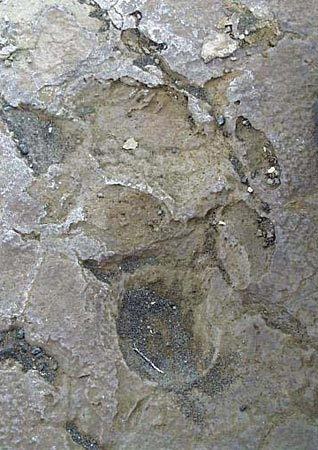
Versteinerte Fussabdrücke im Tephra-Material von 1790

Eine der verheerendsten Eruptionen mit einer Stärke von VEI-4 in der Geschichte Hawaiis ereignete sich 1790. Bei der Keanakakoi-Eruption wurde vulkanische Asche freigesetzt, die aufgrund der Wirkung elektrostatischer Kräfte und Feuchtigkeit Tephra-Kugeln bildete, die als Lapilli in der Wüste herabregneten. Chief Keōua Kuahuʻula befand sich damals auf der Rückkehr von einer Schlacht gegen den dominanten Chief Kamehameha I. in diesem Gebiet. Mindestens 80 seiner hawaiianischen Krieger erstickten, als Vulkanasche in ihre Lungen eindrang. Insgesamt forderte die 3-phasige Eruption nach historischen Quellen über 400 Menschenleben. In der Asche konservierte Fußabdrücke stammen der Legende nach von diesen Kriegern. Neuere Forschungen weisen jedoch darauf hin, dass dieses Gebiet seit Hunderten von Jahren von Menschen betreten und genutzt wurde.